# Jednosjed
Jednosjed je vozilo u kojem nema sjedala za putnike. U takvo vozilo može se smjestiti samo vozač. Talijanski izraz za to je monoposto, a on se često koristi izvan Italije za automobile i motocikle koji se natječu na utrkama. Izrazi "jednosjed" i "monoposto" se koriste za automobile s otvorenim kotačima, Formule i avione. Mnogi trkaći jednosjedi su automobili s otvorenim kotačima i trkaći Formula automobili. Oni variraju od kartinga, pa do automobila Formule 1.

## Galerija fotografija
- Monoposto Alfa Romeo P3 iz 1934. godine
- Jednosjed Peel P50
- Monoposto Ducati 916
- Jednosjed Honda Super Cub
- Avion jednosjed Mitsubishi A6M Zero
- Mlažnjak jednosjed Harrier Jump Jet
- Trkaći jednosjed Mercedes-Benz W196 s pokrivenim kotačima